# Valentina Rodini
Valentina Rodini (Cremona, 28 januari 1995) is een Italiaans roeister.
Rodini nam tweemaal deel aan de Olympische Zomerspelen en won in Tokio de gouden medaille in de lichte-dubbel-twee.

## Resultaten

### Olympische Zomerspelen
| Jaar | Plaats         | Resultaten                   |
| ---- | -------------- | ---------------------------- |
| 2016 | Rio de Janeiro | 13e in de lichte-dubbel-twee |
| 2021 | Tokio          | in de lichte-dubbel-twee     |

### Wereldkampioenschappen roeien
| Jaar | Plaats              | Resultaten                  |
| ---- | ------------------- | --------------------------- |
| 2014 | Amsterdam           | 5e in de lichte-dubbel-vier |
| 2015 | Aiguebelette-le-Lac | 8e in de lichte-dubbel-twee |
| 2017 | Sarasota            | 8e in de lichte-dubbel-twee |
| 2018 | Plovdiv             | 7e in de lichte-dubbel-twee |
| 2019 | Ottensheim          | 7e in de lichte-dubbel-twee |

1996: Constanța Burcică & Camelia Macoviciuc ·
2000: Constanța Burcică & Angela Alupei ·
2004: Constanța Burcică & Angela Alupei ·
2008: Marit van Eupen & Kirsten van der Kolk ·
2012: Katherine Copeland & Sophie Hosking  ·
2016: Ilse Paulis & Maaike Head ·
2020: Valentina Rodini & Federica Cesarini ·
2024: Emily Craig & Imogen Grant